# Thomas Wentworth, 1.º Conde de Strafford
Thomas Wentworth (Londres, 13 de abril de 1593 – Londres, 12 de maio de 1641), primeiro conde de Strafford, estadista inglês.
Administrou por oito anos a Irlanda e foi responsável pela sua pacificação durante a guerra civil inglesa.
O rei Carlos I enviou-lhe um documento afirmando: “Pela palavra de um rei, você não sofrerá perda nem de vida, de honra nem de fortuna”, durante sua estada, preso na Torre de Londres. Pouco depois, porém, a sentença de morte de Wentworth foi assinada pelo mesmo rei, a pedido do mesmo, querendo evitar uma guerra civil iminente, mas o efeito foi contrário.